# Фаринья, Луис
Луис Карлос Фаринья (исп. Luis Carlos Fariña; родился 20 апреля 1991 года в Буэнос-Айресе, Аргентина) — аргентинский футболист, полузащитник парагвайского «Гуарани» (Асунсьон).

## Клубная карьера
В детстве Фаринья выступал за любительскую команду «Альварино». После его заметили скауты «Расинга» и пригласили в футбольную академию клуба. 29 августа 2009 года в возрасте 18 лет в матче против «Колона» он дебютировал в аргентинской Примере.
В 2010 году в команду перешёл Джованни Морено, который стал основным конкурентом Луиса за место в основе. В 2012 году новый тренер команды Луис Себульдия вернул Фаринью в основу. Особенно часто он начал получать место в основе после отъезда Морено в Китай. 20 октября в матче против «Кильмеса» Луис сделал «дубль» и помог Расингу добиться крупной победы.
24 июля 2013 года Фаринья подписал пятилетний контракт с португальской «Бенфикой». Сразу же португальский клуб отдал Фаринью в аренду в «Бани Яс».

## Международная карьера
В 2011 году Фаринья был включен в заявку молодёжной сборной Аргентины для участия в молодёжном чемпионате Южной Америки, но из-за травмы не смог принять участие в турнире.
Родители Луиса из Парагвая, поэтому он может выступать за сборную этой страны. Тренер сборной Парагвая Херардо Пелуссо приглашал Фаринью на сбор, но футболист ответил отказом.